# Distrito de Picota

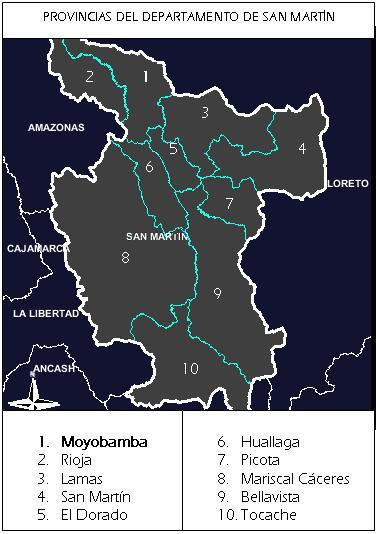
División política del Departamento de San Martín.

El Distrito de Picota está ubicado en la provincia del mismo nombre, en el Departamento de San Martín, bajo la administración del Gobierno Regional de San Martín, (Perú). 

## Historia
El distrito fue creado mediante Ley del 14 de agosto de 1920, en el Gobierno del Presidente Manuel Pardo y su ministro Jehu A.

### Reseña histórica
Es posible que su nombre  derive del vocablo, que significa puntas de palos atrapados en el río, que se dejan notar sobre todo en las épocas de estiaje; pero también significó, para esta época – de conquista – madera para la horca y el garrote.  De la última acepción se deduce que el paso por el lugar, de una de las embarcaciones de Pedro de Urzua, pudo haber naufragado en la zona  o haberse realizado la sublevación de Lope de Aguirre, acompañante de aquel y habiendo establecido la picota para castigar a quienes no participaron en el motín, el lugar habría quedado nominado como Picota. No existen referencias de la etapa colonial, pero se presume que el grupo nativo ubicado en Uchpapangal siguió fabricando hachas de piedra.
CULTURA Y CIVILIZACION.
Años antes del ingreso de la cultura quechua (siglo XIV), oleadas sucesivas de inmigrantes de la selva baja llegaron a poblar las orillas del Río Huallaga. Probablemente uno de esos grupos fueron los Tupís quienes trajeron consigo sus formas primitivas de caza, pesca y recolección de frutos.
Se ubicaron en el Huallaga central formando núcleos  que mantenían formas tribales de existencia. De los restos cerámicos líticos encontrados podemos afirmar que los Incas estuvieron ocupando esta parte denominado Uchpapangal,  lugar de fabricaron  de hachas de piedras utilizados para  el trabajo, así como armas, vasijas de barro y monedas. La amplia difusión de ellas en toda la región San Martín son de indicaciones de lo que afirmamos.
Esta probable que esta cultura haya quedado truncada por el ingreso de los españoles a la zona, sin embargo, es claramente perceptible que su fin se dio en un momento de diseminación de las tribus.
LOS PRIMEROS POBLADORES.
Los primeros pobladores de Picota, durante la República,  procedieron de las localidades de Juan Guerra, el Huayco, Suchiche y la Banda de Shilcayo (actual ubicados en la Provincia de San Mártin)
En 1,874, llegaron al cerro de Taulia,  don José Paredes Vásquez, Julián Torres, Manuel Torres, Marcial Torres y don Sebastián Tello, quienes después de permanecer algunas semanas en dicho lugar se trasladaron a la Isla  de Oje donde abrieron sus chacras y se afincaron hasta el año de 1,895.
En 1,898, se establecieron en Pumahuasi (casa de tigre) frente a la  Isla de Oje, don Julián Torres, Gregorio Torres, Edilberto Grandez y José Salas, quienes fundan este caserío.
A fines de 1,899, viajó una comisión a la ciudad de Tarapoto para solicitar la creación de una Agencia Municipal que para ello ya estaba urbanizado el pueblo de Picota.  El nombre fue dado por los relatos históricos y la existencia todavía de estacas (Picota), en el centro del río Huallaga, frente al puerto fluvial de hoy, creándose así el caserío de Picota que fue habitado por los pobladores venidos de la Isla de Oje y los de Pumahuasi.
Sus primeras autoridades fueron: Don Santiago Tello Grandez, y Don José Paredes Vásquez; Agente Municipal y Teniente Gobernador respectivamente, quienes dirigieron  el trazo de las primeras calles.

## Geografía
Tiene una superficie de 218,72 km².  Su capital es el poblado de Picota, una ciudad pintoresca que está a orillas del caudaloso río Huallaga. (223 m s. n. m.).
- Lagos:
- Ríos:

## Sociedad

### Población
3 456 habitantes (? hombres, ? mujeres)

## Festividades
- Fiesta de San Juan.
- Virgen del Perpetuo Socorro